# Madrisahorn
Das Madrisahorn ist mit einer Höhe von 2826 Metern der siebthöchste Berg des Rätikons, einer Gebirgsgruppe der zentralen Ostalpen. Der Gipfel liegt im Schweizer Kanton Graubünden auf dem Territorium der Gemeinde Klosters, 500 Meter nordöstlich verläuft die Staatsgrenze zum österreichischen Bundesland Vorarlberg. Das Horn ist nach Süden hin der beherrschende Gipfel oberhalb von Klosters und Küblis. Er ist daher ein beliebter, oft begangener Aussichtsberg. Der von Osten oder Westen als dunkle Pyramide erscheinende Berg sendet drei ausgeprägte Grate aus: vom Hauptgipfel nach Nordosten und Südosten und vom Westgipfel (2808 m) nach Westen zum Rätschenjoch. Er hebt sich deutlich von dem helleren Rätikon-Kalkstein der benachbarten Rätschenfluh ab. Die Madrisa genannte Gegend am Südfuss des Horns ist im Sommer ein weitläufiges Alp- und im Winter ein stark frequentiertes, von Klosters aus erschlossenes Skigebiet mit zahlreichen Liften und Abfahrten.
Nicht zu verwechseln ist das Madrisahorn mit der Madrisa, deren Gipfel etwa 2 Kilometer entfernt in Gargellen in Österreich steht und durch den von ihr nach Westen ziehenden Grat des Frygebirges, das Madrisajoch (ca. 2610 m) und die Madrisaköpfe vom Madrisahorn getrennt ist. Gelegentlich werden beide Berge zur Unterscheidung auch Gargellener Madrisa und Klosterer Madrisa genannt.

## Umgebung
Das Madrisahorn ist die höchste Erhebung der Madrisagruppe, die das Südostende des Rätikon-Hauptkammes bildet. In gut fünf Kilometern Luftlinie liegt nordöstlich der Luftkurort Gargellen im österreichischen Vorarlberg. Die Graubündner Gemeinden Klosters liegen etwa 6 km südlich und Küblis ungefähr 7,5 km westsüdwestlich. Bedeutende benachbarte Berge gibt es nur im Westen, die 2703 Meter hohe Rätschenfluh, und im Nordosten, im Gratverlauf, die zu den Madrisaköpfen zählende Marchspitze mit 2732 Metern Höhe sowie jenseits des Madrisajochs das erwähnte Frygebirg und die Madrisa. Nach Osten, Südwesten und Norden fällt das Madrisahorn mit ausgedehnten Schuttflächen in drei Kare und Täler ab, südöstlich ins Schafcalanda, südlich ins Chüecalanda und nördlich des Rätschenjochs (2602 m) zu den Gafier Platten.

## Stützpunkte und Wege
Von Klosters aus führt eine Luftseilbahn bis zu einer Höhe von 1887 m auf die Saaser Alp. Von der Bergstation aus sind viele Touren als Tagesausflug zu bewältigen. Stützpunkt für eine Besteigung von Norden her ist die Siedlung Gafia (Gafien) auf 1747 Metern Höhe im Gafier Tal. Von dort aus führt der Normalweg auf das Madrisahorn in südlicher Richtung zunächst zu den Gafier Platten und einem Firnfeld an der Nordflanke. Über steilen, teils kleinkörnigen Schutt geht es dann in, laut Literatur, leichter Kletterei im Schwierigkeitsgrad UIAA I zum Gipfel. Die Gehzeit beträgt etwa drei Stunden. Auch von Gargellen aus ist das Madrisahorn über das Gafier- oder Madrisajoch, nach deren Überschreitung man auf den Normalweg trifft, zu besteigen. Weitere Kletterrouten im UIAA-Grad II führen durch die Südwestflanke oder über die Grate.